# Magras
Magras (IPA: /maˈɡras/) è una frazione del comune di Malé in provincia autonoma di Trento.

## Storia

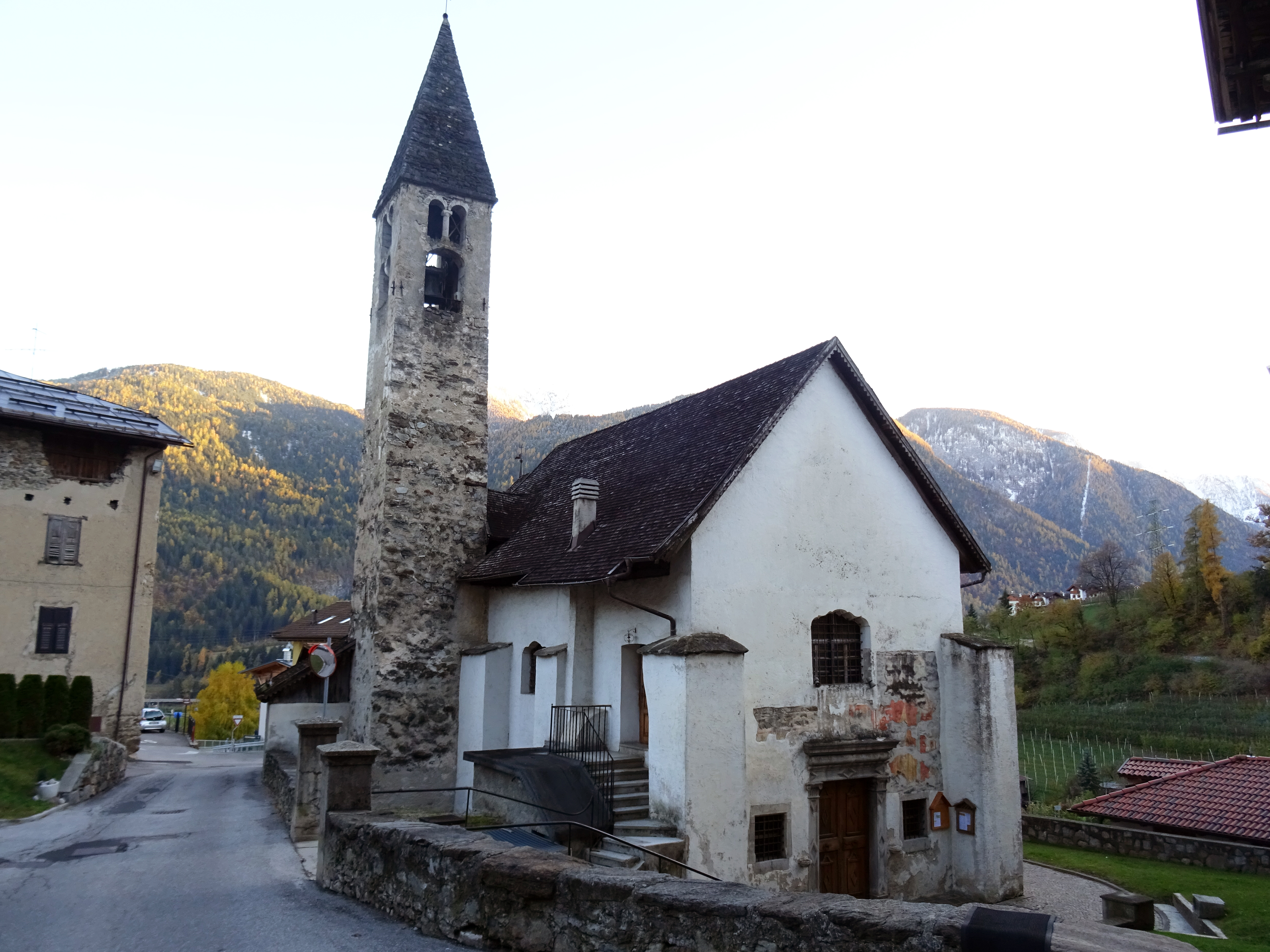
La chiesa di San Marco

Magras è stato comune autonomo fino al 1928, anno in cui venne aggregato a Malé.

## Monumenti e luoghi d'interesse

### Architetture religiose
- Chiesa di San Marco (XIV secolo)